# Dinastía chalukya
La dinastía chalukya (en idioma canarés: ಚಾಲುಕ್ಯರು, AFI: [tʃaːɭukjə]) fue una dinastía real de la Antigua India que gobernó grandes extensiones de la zona sur y central de la India entre los siglos VI y XII. Durante este período, gobernaron en forma de tres dinastías individuales, aunque con algunos vínculos entre sí. La primera dinastía, conocida como chalukya de Badami, gobernó desde su capital Vatapi a partir de mediados del siglo VI. Los chalukyas de Badami comenzaron a establecer su independencia durante el declinar del reino Kadamba de Banavasi y rápidamente se elevaron a un sitio de preeminencia durante el reinado de Pulakesi II. Luego del fallecimiento de Pulakesi II, los chalukyas orientales se convirtieron en un reino independiente en la zona este del Decán. Gobernaron desde su capital en Vengi hasta el siglo XI. En la zona occidental del Decán, el ascenso de los Rashtrakutas a mediados del siglo VIII eclipsó a los chalukyas de Badami antes de que la dinastía resurgiera con sus sucesores, los chalukyas occidentales, durante el siglo X. Estos chalukyas occidentales gobernaron desde la ciudad de Kalyani hasta finales del siglo XII.
El gobierno de los chalukyas marca un importante hito en la historia del sur de la India y una edad de oro en la historia de Karnataka. La estructura política de la India meridional fue cambiando de pequeños reinos a grandes imperios con el ascenso de los chalukyas de Badami. Por primera vez, un reino del sur de la India tomó el control y unificó todos los territorios comprendidos entre los ríos Kaverí y Narmadá. El ascenso del imperio resultó en el nacimiento de una administración más eficiente, comercio de ultramar y el desarrollo de un nuevo estilo de arquitectura llamado arquitectura chalukya. La literatura kannada ―que había gozado de apoyo real durante el siglo IX en la corte de Rashtrakuta― encontró apoyo de los chalukyas occidentales según las tradiciones de la religión jaina y vira-shaiva. Durante el siglo XI, nació la literatura telugu bajo el amparo de los chalukyas orientales.

## Orígenes

### Nativos de Karnataka
Si bien las opiniones varían con respecto a los orígenes tempranos de los chalukyas, el consenso entre historiadores notables como John Keay, D.C. Sircar, Hans Raj, S. Sen, Kamath, K.V. Ramesh y Karmarkar es que los fundadores del imperio en Badami eran nativos de la moderna región de Karnataka.
Se presentó una teoría de que eran descendientes de un jefe del siglo II llamado Kandachaliki Remmanaka, un vasallo de los Andhra Ikshvaku (de una inscripción de Ikshvaku del siglo II). Esto según Kamath no ha podido explicar la diferencia en el linaje. Los feudatarios de Kandachaliki se autodenominan Vashisthiputras de Hiranyakagotra. Los chalukyas, sin embargo, se denominan a sí mismos como Harithiputras de Manavyasagotra en sus inscripciones, que es el mismo linaje que sus primeros señores, los kadambas de Banavasi. Esto los convierte en descendientes de los kadambas. Los chalukyas tomaron el control del territorio anteriormente gobernado por los kadambas.
Un registro posterior de los chalukyas orientales menciona la teoría del origen del norte y afirma que un gobernante de Ayodhya vino al sur, derrotó a los Pallavas y se casó con una princesa Pallava. Ella tuvo un hijo llamado Vijayaditya que se afirma que es el padre de Pulakeshin I. Sin embargo, según los historiadores K.V. Ramesh, Chopra y Sastri, hay inscripciones de Badami que confirman que Jayasimha era el abuelo de Pulakeshin I y padre de Ranaraga. Kamath y Moraes afirman que era una práctica popular en el siglo XI vincular el linaje de la familia real del sur de la India con un reino del norte. Los registros de Badami guardan silencio sobre el origen en Ayodhya.
Si bien la teoría del origen del norte ha sido rechazada por muchos historiadores, el epigrafista K.V. Ramesh ha sugerido que una migración anterior al sur es una posibilidad distinta que necesita ser examinada. Según él, la ausencia total de cualquier referencia inscriptiva de sus conexiones familiares con Ayodhya, y su posterior identidad de Kannadiga pueden haberse debido a su migración anterior a la actual región de Karnataka, donde lograron el éxito como jefes y reyes. Por lo tanto, el lugar de origen de sus antepasados puede no haber sido significativo para los reyes del imperio que pueden haberse considerado nativos de la región de habla kannada. La escritura del poeta de Cachemira del siglo XII Bilhana sugiere que la familia chalukya pertenecía a la casta Shudra, mientras que otras fuentes afirman que eran Kshatriyas.
Los historiadores Jan Houben y Kamath, y el epigrafista D.C. Sircar señalan que las inscripciones de Badami están en kannada y sánscrito.  Según el historiador N.L. Rao, sus inscripciones los llaman Karnatas y sus nombres usan títulos de Kannada indígenas como Priyagallam y Noduttagelvom. Los nombres de algunos príncipes chalukya terminan con el término puro de kannada arasa (que significa 'rey' o 'efe'). Las inscripciones de Rashtrakuta llaman a los chalukyas de Badami Karnatabala ('Poder de Karnata'). El historiador S.C. Nandinath ha propuesto que la palabra «chalukya» se originó de Salki o Chalki, que es una palabra kannada para un implemento agrícola.

### Chalukyas de Badami

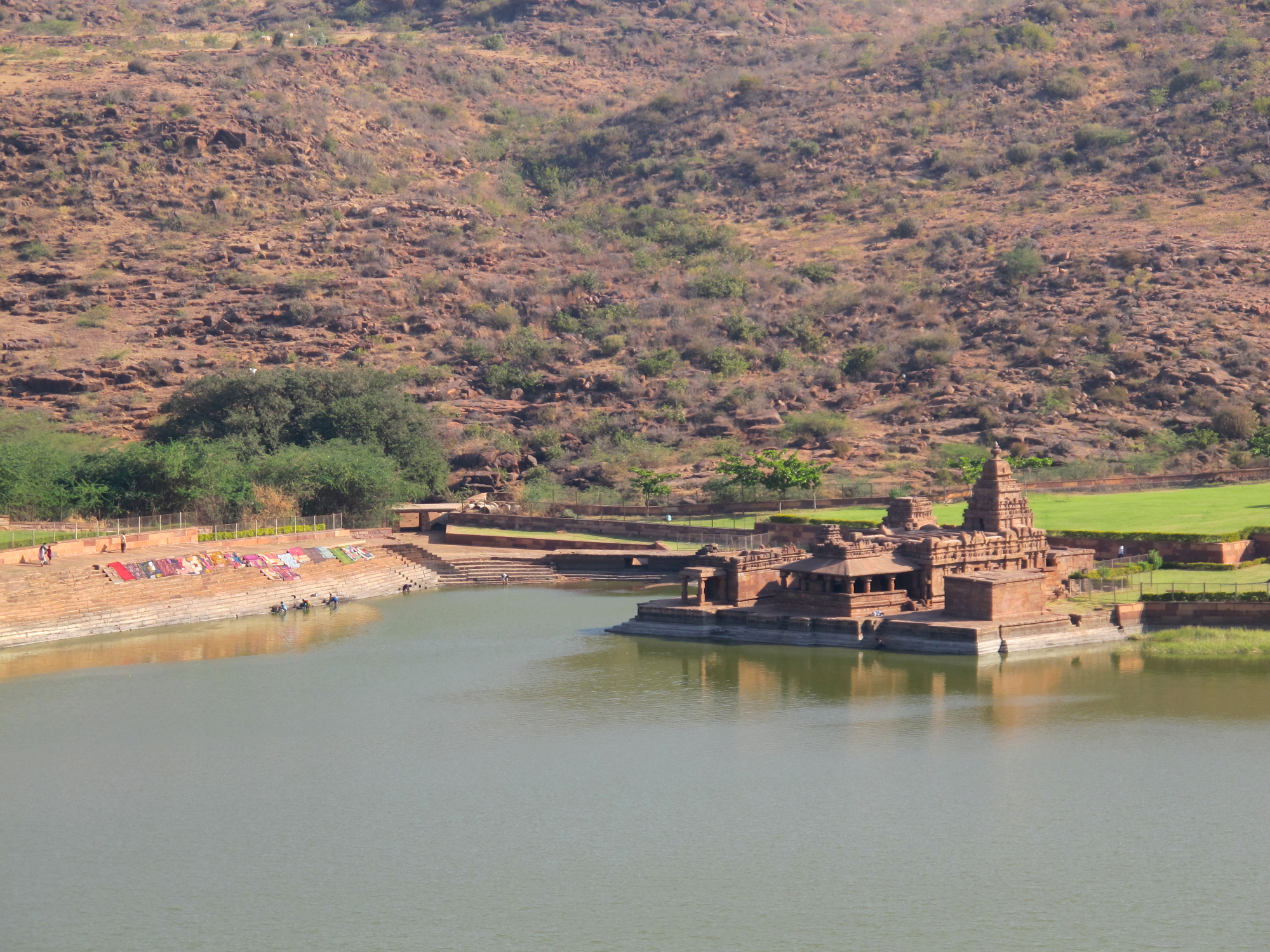
El complejo de los templos de Bhutanatha (siglos VII-XI) al borde del lago Agastya visto desde las grutas de Badami